# Élections législatives de 1885 dans l'Allier
 (décembre 2021).
Si vous disposez d'ouvrages ou d'articles de référence ou si vous connaissez des sites web de qualité traitant du thème abordé ici, merci de compléter l'article en donnant les références utiles à sa vérifiabilité et en les liant à la section « Notes et références ».
Les élections législatives de 1885 ont eu lieu les 4 et 18 octobre 1885.

## Élus
|   | Député élu               |  | Groupe parlementaire |
| - | ------------------------ |  | -------------------- |
| 1 | Alphonse Labussière      |  | Union des gauches    |
| 2 | Félix Mathé              |  | Gauche radicale      |
| 3 | Marcellin Simonnet       |  | Gauche radicale      |
| 4 | Pierre Aujame            |  | Union des gauches    |
| 5 | Bernard Honoré Préveraud |  | Extrême gauche       |
| 6 | Paul Rondeleux           |  | Union des gauches    |

## Résultat départemental

### Moyenne par liste
| Listes         | Listes              | Premier tour | Premier tour | Sièges |
| Listes         | Listes              | Voix         | %            | Sièges |
| -------------- | ------------------- | ------------ | ------------ | ------ |
|                | Liste républicaine  | 50 656       | 54,06        | 6      |
|                | Liste conservatrice | 38 405       | 40,99        | 0      |
|                | Liste socialiste    | 2 277        | 2,43         | 0      |
|                | Divers              | 5 074        | 5,42         | 0      |
|                |                     |              |              |        |
| Inscrits       | Inscrits            | 120 068      | 100,00       | 6      |
| Votants        | Votants             | 94 228       | 78,48        |        |
| Abstention     | Abstention          | 25 840       | 21,52        |        |
| Blancs et nuls | Blancs et nuls      | 526          | 0,56         |        |
| Exprimés       | Exprimés            | 93 702       | 99,44        |        |

### Par candidats
| Candidat       | Candidat                 | Tendance            | Premier tour | Premier tour |
| Candidat       | Candidat                 | Tendance            | Voix         | %            |
| -------------- | ------------------------ | ------------------- | ------------ | ------------ |
|                | Alphonse Labussière      | Républicain modéré  | 51 729       | 55,21        |
|                | Félix Mathé              | Républicain radical | 51 441       | 54,90        |
|                | Marcellin Simonnet       | Républicain radical | 50 688       | 54,09        |
|                | Pierre Aujame            | Républicain modéré  | 50 498       | 53,89        |
|                | Bernard Honoré Préveraud | Républicain radical | 49 961       | 53,32        |
|                | Paul Rondeleux           | Républicain modéré  | 49 616       | 52,95        |
|                |                          |                     |              |              |
|                | Martenot                 | Conservateur        | 38 871       | 41,48        |
|                | de Garridel              | Conservateur        | 38 511       | 41,10        |
|                | Belin                    | Conservateur        | 38 454       | 41,04        |
|                | de Las Cases             | Conservateur        | 38 348       | 40,93        |
|                | des Horts                | Conservateur        | 38 149       | 40,71        |
|                | de Nicolay               | Conservateur        | 38 094       | 40,65        |
|                |                          |                     |              |              |
|                | Jean Dormoy              | Socialiste          | 2 539        | 2,71         |
|                | Lafargue                 | Socialiste          | 2 458        | 2,62         |
|                | Dereure                  | Socialiste          | 2 259        | 2,41         |
|                | Mellier                  | Socialiste          | 2 176        | 2,32         |
|                | Morel                    | Socialiste          | 2 156        | 2,30         |
|                | Louchet                  | Socialiste          | 2 074        | 2,21         |
|                |                          |                     |              |              |
|                |                          | Divers              | 5 074        | 5,42         |
|                |                          |                     |              |              |
| Inscrits       | Inscrits                 | Inscrits            | 120 068      | 100,00       |
| Votants        | Votants                  | Votants             | 94 228       | 78,48        |
| Abstention     | Abstention               | Abstention          | 25 840       | 21,52        |
| Blancs et nuls | Blancs et nuls           | Blancs et nuls      | 526          | 0,56         |
| Exprimés       | Exprimés                 | Exprimés            | 93 702       | 99,44        |